# 유시태 (독립운동가)
유시태(柳時泰)는 경상북도 안동군 출신의 독립운동가, 정치가이다.
1919년 3·1운동 당시 충청남도 당진·예산 일대에서 독립운동을 하였으며, 1923년 의병활동에 필요한 자금을 강요하던 중 3월 3일에 체포되어 7년간 복역하였으며, 1931년에 시국비방죄로 1년간 추가로 복역하였다.
1952년 6·25 기념식장에서 이승만을 저격하려다 실패해 사형을 선고받았으나 무기징역으로 감형되어 복역하던 중 4·19 혁명으로 인해 석방되었다.
1965년 경상북도 군위에서 사망하여 군위읍 외량리에 장사되었다.

## 이승만 대통령 암살 음모사건
1952년 제2대 대통령선거를 앞두고 이승만은 대통령직선제 개헌안을 국회에 제출했다. 그러나 1952년 1월 국회에서 이 안이 부결되자 이승만은 백골단 등 폭력조직을 동원해 국회를 압박했다.
1952년 6월 25일, 이승만 대통령은 임시수도였던 부산 충무로 광장에서 열린 '6·25 2주년 기념 및 북진촉구 시민대회'에서 연설을 진행하고 있었다. 이때 62세의 유시태는 귀빈석에 앉아 있다가 이 대통령의 연설이 중간쯤에 이르렀을 무렵 자리에서 일어나 독일제 모젤 권총을 꺼내들고 이 대통령을 향해 방아쇠를 두 번 당겼으나 불발되었다. 유시태는 현장에서 체포됐고 다음날인 6월 26일 당시 이범석 내무장관은 류시태의 배후인물로 의열단 출신 국회의원 김시현을 체포했다.
이승만 정권은 7월에 국회의원을 연금시키고 테러를 벌이면서 이미 부결된 대통령직선제를 골자로 한 '발췌개헌안'을 끝내 통과시켰다.